# اوبا چندلر

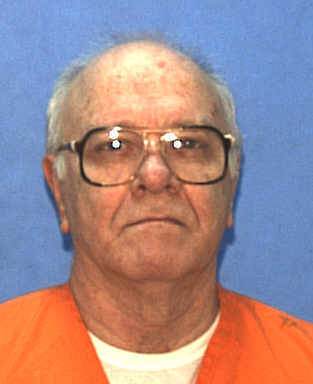
اوبا چندلر Oba Chandlerژانویه ۲۰۱۰

اوبا چندلر (۱۱ اکتبر ۱۹۴۶–۱۵ نوامبر ۲۰۱۱) قاتل زنجیره‌ای آمریکایی بود که به خاطر قتل جوآن راجرز و دو دخترش در ژوئن ۱۹۸۹ اعدام شد.
اجساد قربانیان در حالی پیدا شد که دست و پایشان بسته و یک بلوک سیمانی به گردن هر کدام بسته شده بود و روی آب در ساحل تامپا فلوریدا شناور بودند.
کالبدشکافی‌ها نشان داد قربانیان در حالی که زنده بوده‌اند دست و پایشان بسته و یک بلوک به گردن هر کدام بسته و به داخل آب انداخته شده‌اند.